# Płońsk (gmina wiejska)
Płońsk (daw. gmina Wójty Zamoście) – gmina wiejska w województwie mazowieckim, w powiecie płońskim. W latach 1975–1998 gmina położona była w województwie ciechanowskim.
Siedziba gminy to Płońsk.
Według danych z 30 czerwca 2004 gminę zamieszkiwało 7021 osób. Natomiast według danych z 31 grudnia 2017 roku gminę zamieszkiwało 7846 osób.

## Struktura powierzchni
Według danych z roku 2002 gmina Płońsk ma obszar 127,3 km², w tym:
- użytki rolne: 87%
- użytki leśne: 5%

Gmina stanowi 9,2% powierzchni powiatu.

## Demografia

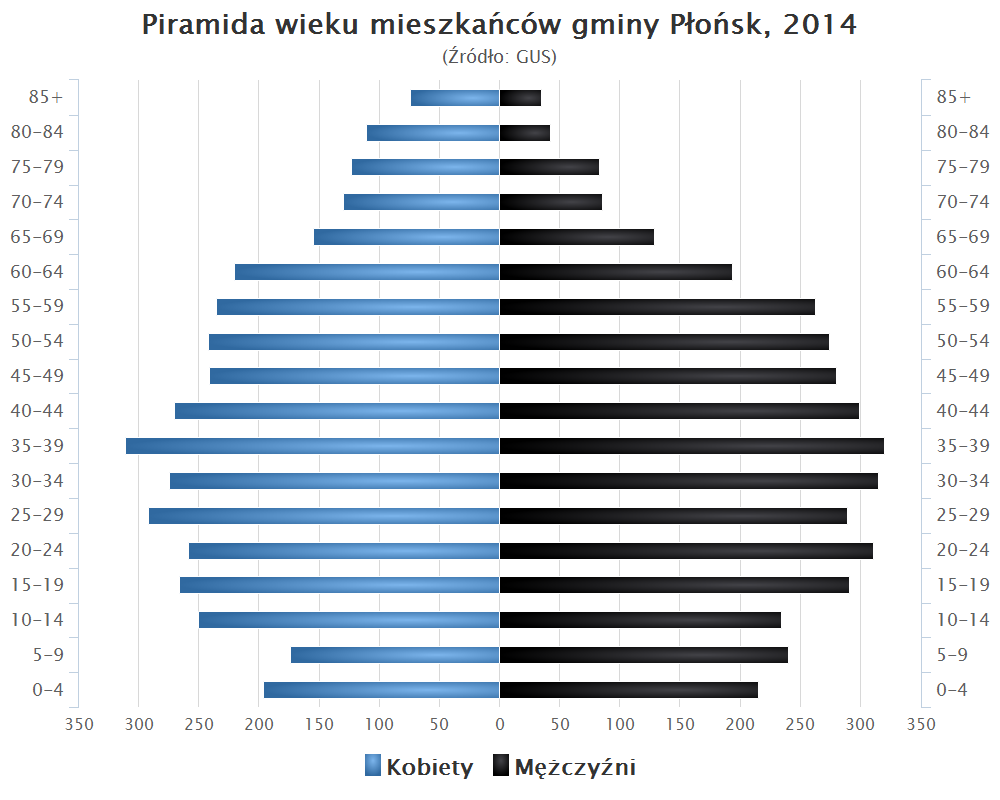
Piramida wieku mieszkańców gminy Płońsk w 2014 roku

Dane z 30 czerwca 2004:
| Opis                              | Ogółem | Ogółem | Kobiety | Kobiety | Mężczyźni | Mężczyźni |
| --------------------------------- | ------ | ------ | ------- | ------- | --------- | --------- |
| jednostka                         | osób   | %      | osób    | %       | osób      | %         |
| populacja                         | 7021   | 100    | 3474    | 49,5    | 3547      | 50,5      |
| gęstość zaludnienia (mieszk./km²) | 55,2   | 55,2   | 27,3    | 27,3    | 27,9      | 27,9      |

## Sołectwa
Arcelin, Bogusławice, Bońki, Brody, Cempkowo, Cholewy, Cieciórki, Ćwiklinek, Ćwiklin, Dalanówek, Ilinko, Ilino, Jeżewo, Kluczewo, Kownaty, Koziminy-Stachowo, Krępica, Lisewo, Michalinek, Michowo, Koziminy (Nowe Koziminy-Stare Koziminy), Pilitowo, Poczernin, Raźniewo, Siedlin, Skarżyn, Skrzynki, Słoszewo (Słoszewo, Słoszewo-Kolonia), Strachowo, Strachówko, Strubiny, Szeromin, Szerominek, Szpondowo, Szymaki, Woźniki (Woźniki-Młyńsk-Pruszyn), Wroninko.
Pozostałe miejscowości: Poświętne.

## Sąsiednie gminy
Baboszewo, Dzierzążnia, Joniec, Naruszewo, Płońsk, Sochocin, Załuski